# Anphong Nguyễn Hữu Long
Anphong Nguyễn Hữu Long P.S.S. (sinh ngày 25 tháng 1 năm 1953) là một giám mục Công giáo người Việt Nam. Ông hiện đảm nhận vai trò giám mục chính tòa Giáo phận Vinh, và Đặc trách Hội Thừa sai Việt Nam. Trước đây, từ năm 2013 đến năm 2018, ông là giám mục phụ tá của Giáo phận Hưng Hóa và trong Hội đồng Giám mục Việt Nam, ông đảm nhiệm vai trò Chủ tịch Ủy ban Loan báo Tin Mừng trong ba nhiệm kỳ liên tục: nhiệm kì 2013 – 2016, 2016 – 2019 và 2019 – 2022. Khẩu hiệu Giám mục của ông là "Mang vào mình mùi chiên".
Giám mục Nguyễn Hữu Long quê tại Hà Nội. Sau khi ra đời không lâu, ông theo gia đình di cư vào miền Nam. Sau quá trình tu học dài hạn với nhiều khó khăn, Nguyễn Hữu Long được phong chức linh mục năm 1990. Sau bốn năm làm phó xứ Tam Kỳ, linh mục Long được cử đi du học ở Pháp và tốt nghiệp với văn bằng Cao học Giáo luật. Trở về nước, ông đảm trách nhiều vai trò khác nhau, đến năm 2003 thì gia nhập Dòng Xuân Bích và năm 2011 trở thành Giám đốc Đại chủng viện Xuân Bích Huế.
Năm 2013, giáo hoàng bổ nhiệm linh mục Nguyễn Hữu Long làm Giám mục phụ tá Hưng Hóa. Trong thời kỳ đảm nhận vai trò này, giám mục Nguyễn Hữu Long, với phong cách được nhận định là bình dị và gần gũi, đã tạo được ấn tượng tốt đẹp trong cộng đồng người Công giáo. Đến cuối năm 2018, Tòa Thánh điều chuyển giám mục Nguyễn Hữu Long làm Giám mục Giáo phận Vinh. Ông đến tân giáo phận của mình vào ngày 20 tháng 1 năm 2019 và chính thức nhận chức vụ Giám mục Giáo phận Vinh vào ngày 12 tháng 2 năm 2019.
Dưới thời quản lý của Giám mục Nguyễn Hữu Long tại Giáo phận Vinh, nhiều biến cố đã xảy ra: đại dịch COVID-19 và tiến hành xây dựng Trung tâm Mục vụ, vụ việc của linh mục Đặng Hữu Nam, vấn đề đất đai Giáo xứ Trại Gáo và biến cố về việc truyền chức linh mục cho anh Hồ Hữu Hòa.

## Thân thế
Theo trang tin Giáo phận Hưng Hóa, Anphong Nguyễn Hữu Long sinh ngày 25 tháng 1 năm 1953, tại Làng Rùa, huyện Thanh Oai, thành phố Hà Nội, thuộc Tổng giáo phận Hà Nội trong một gia đình nghèo, đông con có thân mẫu là nội trợ và thân phụ thường đi làm việc xa và ít về thăm gia đình. Thân phụ ông là ông Anphong Nguyễn Chí Phúc (đã qua đời) và thân mẫu ông là bà Têrêsa Phạm Thị Hảo (1925–2012).
Sau khi cậu bé Long ra đời không lâu, gia đình cậu di cư vào miền Nam và quyết định sinh sống tại Đà Nẵng. Song thân cậu từng sinh hoạt tại giáo xứ Tân Phú Hòa, tổng giáo phận Thành phố Hồ Chí Minh trong vòng vài thập niên. Sinh thời, ông bà cư trú tại quận Tân Phú, Thành phố Hồ Chí Minh. Gia đình giám mục Nguyễn Hữu Long tổng cộng có ba người là giáo sĩ, ngoài giám mục Long còn có người anh (linh mục Giuse Nguyễn Trí Dũng) là linh mục giáo xứ Bình Phong, giáo phận Đà Nẵng, nguyên Hạt trưởng, linh mục chánh xứ giáo xứ Tam Kỳ, giáo phận Đà Nẵng và em út (Louis Nguyễn Phú Kim) là linh mục giáo xứ Gerard's Parish, giáo phận Regina (Canada). Riêng linh mục Dũng từng đảm trách cương vị Phó Chủ tịch Uỷ ban Đoàn kết Công giáo Việt Nam và nguyên Chủ tịch Uỷ ban Đoàn kết Công giáo Thành phố Đà Nẵng.
Giám mục Nguyễn Hữu Long đánh giá cha mẹ và anh chị em của mình là những giáo hữu bình thường, ít học, nhưng có lòng tin đối với Thiên Chúa và giữ đạo tốt, gia đình có thói quen tổ chức giờ kinh tối. Ông cũng cho rằng mình được gia đình, các linh mục và nữ tu dòng Thánh Phaolô cung cấp cho một nền giáo dục nhân bản rất tốt. Ngoài việc học giáo lý, cậu Hữu Long và các anh chị em của mình cũng tham gia các đoàn thể Công giáo như Hiệp Hội Thánh Mẫu, Hùng Tâm Dũng Chí, Hướng đạo sinh.

## Những năm đầu tu nghiệp
Được truyền cảm hứng từ người anh đã đi theo con đường tu trì và lời vấn ý từ song thân, cậu bé Nguyễn Hữu Long chọn theo con đường tu trì. Ông sau này thừa nhận rằng mình đã đồng ý đi theo con đường tu trì dù thực sự chưa rõ về vấn đề tu trì. Từ năm 1965 đến năm 1972, cậu bé Nguyễn Hữu Long bắt đầu con đường tu học khi nhập học tại Tiểu chủng viện Thánh Gioan ở Đà Nẵng và là nghĩa tử của linh mục Giuse Lê Văn Ấn, sau là giám mục giáo phận Xuân Lộc. Cậu là một trong số những học sinh thuộc khóa đầu tiên của chủng viện này. Khóa tiểu chủng sinh này, với 120 em được nhận sau kỳ thi tuyển, được chuyển lên đại chủng viện 33 em và được truyền chức linh mục gồm 6 chủng sinh. Sau khi học xong Đại chủng viện, chủng sinh Long học Triết học tại Đại chủng viện Hòa Bình, thuộc Giáo phận Đà Nẵng cho đến năm 1975. Sau phân môn Triết học, chủng sinh Long tiếp tục theo học Thần học tại Tòa Giám mục Đà Nẵng cho đến năm 1978. Trong thời gian tu học, chủng sinh Nguyễn Hữu Long cũng làm các nghề khác nhau để nuôi sống bản thân như nghề thợ nhuộm, hớt tóc, vấn thuốc lá,... Trong thời gian tu học, gia đình chủng sinh Nguyễn Hữu Long sinh sống cách khó khăn tại vùng kinh tế mới. Anh em chủng sinh Long xin về phụ giúp gia đình, tạm hoãn tu học, nhưng cha mẹ cậu không đồng tình. Cha ông cũng gửi các thư đến các con để động viên việc kiên trì tu học. Thực hiện công việc hớt tóc, chủng sinh Long có thể dành thời gian phụ giúp gia đình và trau dồi thêm kiến thức. Cậu cũng từ chối lời chỉ dẫn vượt biên để tu trì, vì cho rằng tình hình Việt Nam mới cần linh mục hơn.
Từ năm 1978 đến năm 1982, Nguyễn Hữu Long thi hành nghĩa vụ thanh niên tại công trường thủy lợi Phú Ninh – Quảng Nam trong ba năm rưỡi, sau đó trở về, lặng lẽ tiếp tục tu học và lao động cho đến ngày chịu chức linh mục. Chủng sinh Long và 23 chủng sinh khác được đưa đến lao động với các công việc chính là gánh đất đá và đào lấp mương. Nói về việc lao động tại Công trường Phú Ninh, Nguyễn Hữu Long cho rằng việc lao động trong khoảng thời gian này mang tính "khổ sai" hơn là "vinh quang".
Sau khi chiến tranh Việt Nam kết thúc cho đến khi được truyền chức linh mục, chủng sinh Long đã gặp khó khăn trong đời sống như việc thiếu ăn thiếu mặc và tài sản chỉ có một chiếc xe đạp. Hoàn tất nghĩa vụ thanh niên, do gia đình đã đi kinh tế mới ở Lâm Đồng, rồi Đồng Nai, chủng sinh Nguyễn Hữu Long từ chối trở về với gia đình mà quyết định ở lại giáo phận và phải đăng ký tạm trú. Nói về giai đoạn này trong một bài phỏng vấn với báo Công giáo và Dân tộc, giám mục Long cho biết ông cố gắng sống cho hiện tại và không trông đợi được truyền chức linh mục.

## Thời kỳ linh mục
Sau quá trình tu học dài hạn, Phó tế Anphong Nguyễn Hữu Long đã được thụ phong linh mục ngày 29 tháng 12 năm 1990. Tân linh mục chọn cho mình châm ngôn: "Tình yêu Đức Kitô thôi thúc tôi". Sau khi được phong chức linh mục, linh mục Long được bổ nhiệm đảm trách vai trò linh mục phó giáo xứ Tam Kỳ, Đà Nẵng. Năm 1994, ông được cho đi du học tại Pháp và tốt nghiệp Cao học Giáo luật tại Học viện Công giáo Paris. Sau quá trình du học, năm 1999, linh mục Long trở về Việt Nam và được bổ nhiệm giữ vai trò quản nhiệm giáo xứ Hà Lam, Giáo phận Đà Nẵng trong thời gian ngắn, trong giai đoạn từ năm 2000 đến 2001. Sau đó, linh mục Long đảm nhận vai trò linh mục chính xứ giáo xứ Trà Kiệu, thuộc Giáo phận Đà Nẵng và giữ chức vụ này đến năm 2003. Với sự lưu ý và quan tâm đến mối việc đọc kinh gia đình, linh mục Nguyễn Hữu Long đã tổ chức các buổi đọc kinh chung cho các gia đình thuộc giáo xứ ông quản nhiệm vào tối mỗi ngày.
Tháng 6 năm 2001, với yêu cầu giao nộp nhà nguyện Thạnh Quang và hai lô đất thuộc Giáo xứ Trà Kiệu, chính quyền gửi thư đến linh mục chính xứ Nguyễn Hữu Long để đưa ra yêu cầu, và ra hạn chót  giao nộp là ngày 25 tháng 6 năm 2001. Linh mục Nguyễn Hữu Long, cũng giám mục giáo phận Đà Nẵng Phaolô Tịnh Nguyễn Bình Tĩnh được chính quyền yêu cầu lên làm việc và cả hai giáo sĩ này từ chối giao nộp các tài sản trên. Qua hạn chót giao nộp, ngày 29 tháng 6, linh mục Long làm việc với chính quyền, do chính quyền yêu cầu ông trả lời dứt khoát về việc bàn giao đất đai. Ông cho biết mình không đủ thẩm quyền, mà thẩm quyền thuộc về giáo dân và Hội đồng Giám mục. Ông cũng chuyển cho chính quyền lá thư của hơn 200 giáo dân ký tên, khẳng định không bàn giao đất đai và nhà thờ. Chính quyền sau đó yêu cầu giám mục Tĩnh can thiệp, tuy vậy, giám mục cho biết vì đất đai là thuộc giáo xứ, ông không có quyền, và cho rằng quyền này [trong tay] Hội đồng Giám mục Việt Nam. Linh mục Nguyễn Hữu Long cũng yêu cầu Uỷ ban Quốc Tế Tự do Tôn giáo cho Việt Nam hoãn lan truyền thông tin về sự việc, vì theo ông, giám mục Tĩnh không có mong muốn làm lớn chuyện khi sự việc đang được giải quyết.
Năm 2003, linh mục Nguyễn Hữu Long gia nhập Hội Linh mục Xuân Bích (PSS). Trong thời gian ngắn từ năm 2004 đến năm 2005, ông tu tập Xuân Bích tại Canada, cũng như học thêm về Giáo luật tại Đại học Công giáo Paris. Từ năm 2005 đến năm 2011, ông đảm nhận vai trò linh mục linh hướng và Giáo sư các môn: Giáo luật, Giáo sử và Huấn giáo tại Đại chủng viện Huế.
Trong khoảng thời gian từ năm 2011 đến tháng 9 năm 2013, linh mục Long đảm nhận vai trò Giám đốc Đại chủng viện Huế. Cũng trong thời kỳ này, linh mục Long được Tổng giám mục Tổng giáo phận Huế Stêphanô Nguyễn Như Thể chọn làm thành viên ban đón tiếp phái đoàn Tòa án Giáo phận Rôma đến Tổng giáo phận Huế đầu tháng 4 năm 2012 để tìm gặp các nhân chứng về cố Hồng y Phanxicô Xaviê Nguyễn Văn Thuận và lắng nghe họ.

## Giám mục phụ tá Giáo phận Hưng Hoá (2013–2018)

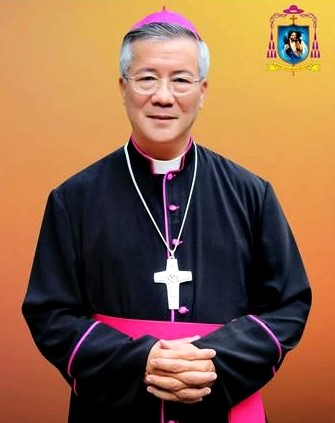
Ảnh chân dung chính thức của Giám mục Nguyễn Hữu Long

### Bổ nhiệm và chuẩn bị
Ngày 15 tháng 6 năm 2013, Giáo hoàng Phanxicô bổ nhiệm linh mục Anphong Nguyễn Hữu Long, khi đó đang là Giám đốc Đại Chủng viện Xuân Bích - Huế làm Giám mục phụ tá Giáo phận Hưng Hoá, hiệu tòa Gummi di Bizacena. Cùng được bổ nhiệm còn có giám mục Tân cử Phêrô Nguyễn Văn Viên, giám mục phụ tá Giáo phận Vinh.
Ngày 10 tháng 7 năm 2013, tại Tòa Giám mục Giáo phận Hưng Hóa, Giám mục Anphong Nguyễn Hữu Long đã đến thăm giáo phận Hưng Hóa trong cương vị mới. Tiếp Giám mục Long có giám mục chính tòa Giáo phận Hưng Hoá Gioan Maria Vũ Tất, linh mục Phêrô Phùng Văn Tôn – Tổng đại diện Giáo phận Hưng Hóa, linh mục Antôn Nguyễn Gia Nhang – Đại diện Giám mục vùng Phú Thọ, các linh mục Quản hạt, các linh mục trong Hạt Sơn Tây và Hòa Bình, các chủng sinh, các nữ tu dòng Mến Thánh Giá và đại diện giáo dân giáo xứ Sơn Tây. Linh mục Phùng Văn Tôn thay mặt mọi thành phần giáo phận Hưng Hoá chào đón và chúc mừng Giám mục phụ tá Anphong.
Khi được hỏi nêu cảm nhận về Giáo phận Hưng Hoá, giám mục Nguyễn Hữu Long cho biết Giáo phận Hưng Hóa rất rộng lớn, địa hình trùng điệp, đi lại khó khăn, kinh tế kém phát triển. Giáo phận có 71 linh mục, nhưng chỉ còn 61 vị hoạt động do có 5 linh mục hưu và 5 linh mục du học, nên chịu áp lực lớn và quá tải trước nhu cầu mục vụ của 200.000 giáo dân tại các vùng rải rác khác nhau. Giám mục Long nhận định Giáo phận Hưng Hóa đáng thương và đáng quan tâm về mọi mặt.
Báo Công giáo và Dân tộc cho rằng việc bổ nhiệm Giám mục Nguyễn Hữu Long nơi giáo phận Hưng Hóa và dự định thành lập giáo phận mới Tuyên Quang là dấu hiệu cho sự chuyển động và phát triển của Giáo hội nơi vùng Tây Bắc tổ quốc trong thời gian tới".
Khi được hỏi về sự chuẩn bị với sứ vụ giám mục, giám mục tân cử Nguyễn Hữu Long cho biết ông chưa có sự chuẩn bị và đặt mình dưới sự hướng dẫn của giám mục chính tòa Vũ Tất cũng như học hỏi đường lối từ giám mục Tất cũng như các linh mục nơi đây.

### Lễ tấn phong

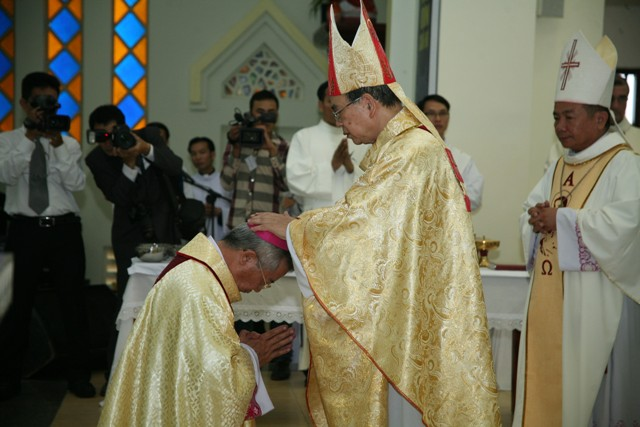
Nghi thức đặt tay trong lễ tấn phong Giám mục Nguyễn Hữu Long

Thánh lễ tấn phong Giám mục của Tân giám mục Anphong Nguyễn Hữu Long được tổ chức tại nhà thờ chính tòa Sơn Lộc - giáo phận Hưng Hóa vào ngày 6 tháng 9 năm 2013. Phần nghi thức tấn phong giám mục chủ sự bởi vị Chủ phong là Giám mục Gioan Maria Vũ Tất, Giám mục chính tòa và hai vị phụ phong là các giám mục: Giuse Châu Ngọc Tri, Giám mục chính tòa Giáo phận Đà Nẵng và Phêrô Nguyễn Văn Khảm, Giám mục phụ tá Tổng giáo phận Thành phố Hồ Chí Minh. Hiện diện trong Lễ tấn phong còn có Tổng giám mục Leopoldo Girelli, Đại diện Tòa Thánh không thường trú tại Việt Nam, Tổng giám mục đô thành Tổng giáo phận Hà Nội Phêrô Nguyễn Văn Nhơn – Chủ tịch Hội đồng Giám mục Việt Nam, Tổng giám mục đô thành Tổng giáo phận Huế Phanxicô Xaviê Lê Văn Hồng,... với sự có mặt đông đủ của các giám mục từ 20 hoặc 26 giáo phận khắp Việt Nam, hơn 300 linh mục triều và dòng, đông đảo nam nữ tu sĩ và giáo dân trong cũng như ngoài Giáo phận.
Giám mục Long chọn khẩu hiệu giám mục là Mang vào mình mùi chiên trích trong bài giảng của Giáo hoàng Phanxicô vào thứ Năm Tuần Thánh năm 2013, khẩu hiệu làm ngạc nhiên rất nhiều người vì đa số các giám mục đều lấy khẩu hiệu từ Kinh Thánh. Nói về khẩu hiệu của mình, giám mục Nguyễn Hữu Long cho rằng Mang vào mình mùi chiên có ý nghĩa ngụ ý việc gần gũi của người mục tử đối với chiên, có thể hiểu thêm nghĩa bóng là nhận lấy niềm vui, nỗi buồn của mọi người như của mình. Ông cho rằng nhiệm vụ giám mục là nhiệm vụ mang mùi của giáo dân đến với Chúa cũng như ngược lại. Ông cũng cho biết mình sống theo châm ngôn này bằng cách đến với các giáo dân ở miền núi cũng như đồng bằng, người Kinh cũng như người dân tộc và quan sát, lắng nghe, đồng cảm để cầu nguyện và sẻ chia với họ.

### Công tác mục vụ
Trong thời gian tại giáo phận Hưng Hóa, giám mục chính tòa Gioan Maria Vũ Tất đảm nhận việc quản trị, nên giám mục Nguyễn Hữu Long đi lại nhiều nơi trong giáo phận. Thời gian ông dành cho các chuyến thăm mục vụ ở vùng sâu vùng xa nhiều hơn thời gian ông trú tại Tòa Giám mục.
Việc mục vụ tại giáo phận Hưng Hóa tập trung vào các điểm chính: Đối thoại để chính quyền công nhận đạo Công giáo là một tổ chức hoạt động hợp pháp. Trong thời gian đối thoại, cần làm đơn "Đăng ký Sinh hoạt Tôn giáo ngoài nơi thời phượng" và chờ chuẩn thuận để tổ chức mục vụ cho giáo dân H'Mông. Thứ hai, trước tình cảnh khó khăn, huấn luyện các giáo dân người H'Mông nòng cốt để họ dạy bảo giáo lý cho nhau, chủ sự cầu nguyện,... khi không có linh mục thường trực. Ngoài ra, trước tình cảnh khó khăn, ngoài mục vụ, cần có công tác bác ái, giúp đỡ người nghèo khổ, đau yếu, bị ảnh hưởng bởi thiên tai. Giáo phận gửi các tu sĩ và chủng sinh đến hỗ trợ người dân tộc vào mùa hè để nâng cao dân trí và dân sinh bằng các việc cụ thể như dạy họ đọc và viết tiếng H'Mông, các kiến thức vệ sinh cơ bản, tránh kết hôn sớm (tảo hôn) và xa rời các tập tục xấu, dạy nhân bản cho thiếu nhi. Ở một số địa điểm thuận lợi, giáo phận cho mở cửa các nhà nội trú, hỗ trợ địa điểm và lương thực để thúc đẩy các học sinh dân tộc đến trường.
Trong thời gian mục vụ tại giáo phận Hưng Hóa, nhiều lần Giám mục Nguyễn Hữu Long cần cuốc bộ, vượt đèo và suối để đến với các cộng đoàn dân tộc. Trong chuyến đi cứu trợ, hình ảnh vị giám mục vác trên lưng túi quà cho cộng đoàn tại đây là bánh mì, xắn quần trên đầu gối, lội qua dòng nước chảy xiết và bình dị thổi bong bóng cho các trẻ em dân tộc gây ấn tượng trong cộng đồng người Công giáo. Trong các chuyến mục vụ, giám mục Long thường mang quà cho các cộng đoàn giáo dân khó khăn, người lớn thì là thuốc bổ, trẻ em thì quà là bong bóng hay bánh trái. Trong chuyến đi mục vụ, giám mục Long không câu nệ, hòa đồng và bình dị, tự tay thực hiện các công việc đời thường như rửa chén, pha trà.

#### Giai đoạn 2013–2014
Cuối tháng 10 năm 2013, Hội đồng Giám mục Việt Nam nhóm họp, tin tưởng bầu chọn giám mục Nguyễn Hữu Long đảm nhận vai trò Chủ tịch Ủy ban Loan Báo Tin Mừng thuộc Hội đồng Giám mục Việt Nam nhiệm kì từ năm 2013 đến năm 2016.
Sau khoảng thời gian dài sắp xếp từ khi lãnh nhận nhiệm vụ tại giáo phận Hưng Hóa, giám mục Nguyễn Hữu Long đã đến thăm và làm việc tại địa bàn tỉnh Điện Biên vào hai ngày 27 và 28 tháng 2 năm 2014. Đại diện cho giám mục chính tòa Vũ Tất, giám mục Long đã có buổi gặp gỡ chính quyền tỉnh Điện Biên. Nội dung buổi gặp gỡ là trao đổi các vấn đề liên quan đến việc thành lập các cơ sở tôn giáo trên địa bàn tỉnh. Đoàn giáo sĩ được đón tiếp tại Sở nội vụ tỉnh bởi ông Lê Hữu Khang, Giám đốc Sở Nội vụ cùng các cán bộ mảng tôn giáo. Ông Khang ghi nhận đề nghị này và cho biết sẽ có hướng cụ thể, đảm bảo quyền tự do tôn giáo cho giáo dân. Sau buổi làm việc, giám mục Long cùng đoàn đã đến thăm một số di tích lịch sử của tỉnh và cử hành một số lễ tại các giáo điểm tại Điện Biên.
Từ ngày 26 tháng 28 tháng 3 năm 2014, phái đoàn giáo phận Hưng Hóa do giám mục Gioan Maria Vũ Tất và giám mục Nguyễn Hữu Long dẫn đầu đi cùng một số linh mục đã đến chào thăm chính quyền 2 tỉnh Lào Cai và Lai Châu. Tại tỉnh Lai Châu, giám mục Vũ Tất đến việc xin cho xây dựng các cơ sở tôn giáo và tại tỉnh Lào Cai để cập đến việc giải phóng khuôn viên nhà thờ Sapa và xin thành lập các cơ sở tôn giáo trên địa bàn. Trên đường đi, đoàn cũng thực hiện dâng lễ ở một vài nhà thờ mà họ đi qua. Sau chuyến thăm này, giám mục Long tiếp tục chuyến đi mục vụ tại tỉnh Yên Bái và cử hành một số lễ trên địa bàn.
Cuối tháng 4 năm 2014, giám mục Nguyễn Hữu Long dự Họp Hội đồng giám mục Việt Nam Thường niên và ở lại Đại chủng viện Huế một tuần để giảng dạy chủng sinh. Sau đó, ngày 1 tháng 5, ông đã đến thăm Dòng Thánh Tâm Huế và dâng lễ đồng tế lễ kính Thánh Giuse Thợ. Cùng đồng tế với ông có linh mục Bề trên tổng quyền Antôn Huỳnh Đầy, linh mục phó Bề trên G. Êmilianô Đỗ Minh Liên, các linh mục trong Ban Cố vấn, linh mục quản xứ Bến Ngự và linh mục đặc trách mục vụ Bệnh viện.
Ngày 18 tháng 9 năm 2014, giám mục Nguyễn Hữu Long cùng ba giám mục người Việt Nam khác là Giuse Trần Văn Toản, Giuse Đinh Đức Đạo và Phêrô Nguyễn Văn Viên tiếp kiến với giáo hoàng Phanxicô trong khuôn khổ cuộc tiếp kiến chung của 94 tân giám mục đến từ 49 quốc gia Truyền giáo sau hai tuần bồi dưỡng tại Rôma.
Cuối tháng 11 năm 2014, giám mục Long tiếp tục đi thăm mục vụ tại tỉnh Điện Biên. Trong chuyến đi mục vụ này, giám mục Long cử hành nhiều thánh lễ, ban Bí tích Thêm sức cho các thiếu nhi Công giáo, tham dự Tuần Chầu lượt tại các giáo xứ và giáo điểm trong địa bàn tỉnh.

#### Giai đoạn 2015–2016
Ngày 17 tháng 1 năm 2015, Nguyễn Hữu Long đến Tổng giáo phận Thành phố Hồ Chí Minh, tham gia chia sẻ bữa cơm thiên đường tại đây. Đầu tháng 2 cùng năm, giám mục Nguyễn Hữu Long đến giảng dạy "huấn đức" tại Đại chủng viện Thánh Giuse Hà Nội. Chủ đề ông giảng dạy tại buổi gặp này là vấn đề truyền giáo. Giám mục Long nhận định việc truyền giáo còn ì ạch, kém hiệu quả, việc gia nhập đạo Công giáo chủ yếu do Hôn nhân, đồng thời khuyên nhủ các chủng sinh phải có nhiệt huyết truyền giáo.
Nhân dịp mùa Chay, tháng 3 năm 2015, giám mục Nguyễn Hữu Long cùng đoàn các linh mục thực hiện chuyến mục vụ tại tỉnh Lai Châu. Tại đây, ngoài các sinh hoạt tôn giáo như giải tội, cử hành lễ, trao các Bí tích, đoàn còn hỗ trợ gạo cho các người nghèo tại xã San Thàng. Nhân chuyến thăm mục vụ tại tỉnh Điện Biên vào đầu tháng 4 năm 2015, phái đoàn do Giám mục Nguyễn Hữu Long dẫn đầu đến làm việc tại Ủy ban nhân dân tỉnh. Tại buổi làm việc, phái đoàn tu sĩ đề nghị được thành lập giáo xứ trên địa bàn tỉnh Điện Biên.
Ngày 13 tháng 12 năm 2015, giám mục Nguyễn Hữu Long cử hành lễ khai mạc Năm Thánh Ngoại thường về Lòng Thương Xót tại Nhà thờ đá Sapa.
Mùa Tết Bính Thân 2016, giám mục Long quyết định thực hiện chuyến thăm mục vụ xuyên Tết, đến với các giáo dân trên địa bàn hai tỉnh Tuyên Quang và Hà Giang. Sau Tết, cuối tháng 3, ông cùng đoàn các linh mục quyết định đi mục vụ tại tỉnh Điện Biên. Các nghi lễ quan trọng trong mùa Phục sinh được cử hành tại các giáo điểm xa xôi này. Chuyến mục vụ này là lần đầu tiên các giáo sĩ Công giáo được phép đến với giáo dân H'Mông vùng biên ải xa xôi. Trước đây, việc cho giáo sĩ Công giáo tiếp cận vùng này là không được phép.
Trong tháng 6 năm 2016, ông đã nhiều lần thay thế giám mục chính tòa Vũ Tất trong công việc chủ tế lễ nhận giáo xứ của các linh mục tân quản xứ của khắp các giáo xứ trên địa bàn như: giáo xứ Mộ Xuân (ngày 3 tháng 6), giáo xứ Bằng Giã (ngày 4 tháng 6), giáo xứ Đồng Cạn (ngày 6 tháng 6),... theo đúng như lịch trình đã phân chia bằng nhau với giám mục chính tòa Vũ Tất như đã thông cáo trước đó.
Ngày 15 tháng 6 năm 2016, giám mục Nguyễn Hữu Long chủ sự lễ hành hương Năm Thánh, đồng tế với có linh mục Tổng Đại diện Phêrô Phùng Văn Tôn, các linh mục Giuse Nguyễn Văn Hùng, Giuse Hoàng Thế Mỹ và Phêrô Khanh Trần Minh Khải, CMC., ngoài ra còn có Phó tế Giuse Vũ Công Phường. Ông xin giáo dân cầu nguyện cho Giám mục Gioan Maria Vũ Tất trong ngày kỷ niệm 6 năm tấn phong giám mục và cho ông trong ngày kỷ niệm được bổ nhiệm làm Giám mục Phụ tá Giáo phận Hưng Hóa. Trước đó, ông đã chia sẻ mục vụ với hơn 230 tu sĩ dòng Mến Thánh Giá Tại Thế tại nhà thờ chính tòa Sơn Lộc.
Ngày 30 tháng 8 năm 2016, giám mục Nguyễn Hữu Long, với cương vị Chủ tịch Uỷ ban Loan báo Tin Mừng có bài thuyết trình cho đại diện các dòng tu tại Trung tâm Mục Vụ Tổng giáo phận Sài Gòn với chủ đề "Chung tay Loan Báo Tin Mừng đến vùng ngoại vi". Cuối tháng 10 cùng năm, Hội đồng Giám mục Việt Nam nhóm họp và bầu chọn lại các cương vị. Tại lần họp này, các giám mục vẫn quyết định chọn giám mục Nguyễn Hữu Long làm Chủ tịch Ủy ban Loan báo tin mừng nhiệm kì 2016 – 2019.
Giữa tháng 11 năm 2016, Nguyễn Hữu Long đến cơ sở Tu đức của Đại chủng viện Hà Nội tại Phát Diệm. Tại đây, giám mục Long gặp gỡ và nói chuyện với các chủng sinh lớp Tu Đức, tiểu chủng sinh thuộc Tiểu chủng viện thánh Phaolô Phát Diệm. Nôi dung buổi gặp, giám mục Long nói về khó khăn của Giáo phận Hưng Hóa và thúc đẩy tinh thần truyền giáo của các chủng sinh. Khi đến cử hành thánh lễ Giáng sinh cho các tín hữu thuộc dân tộc H'Mông tại xã Suốt Bau, huyện Phù Yên, tỉnh Sơn La vào ngày 22 tháng 12 năm 2016, một nhóm công an mặc thường phục đã đe dọa trục xuất Giám mục Nguyễn Hữu Long vì ông đã quyết định cử hành lễ mà không xin phép.

#### Giai đoạn 2017–2018
Tháng 5 năm 2017, đoàn giáo sĩ giáo phận Hưng Hóa do giám mục chính tòa Vũ Tất và giám mục phụ tá Nguyễn Hữu Long dẫn đầu đến Tòa giám mục giáo phận Thái Bình để tham gia khóa thường huấn linh mục giáo tỉnh Hà Nội năm 2017.
Cuối tháng 10, đầu tháng 11 cùng năm, giám mục Long dẫn đoàn các linh mục đi mục vụ tại các giáo họ của nhiều giáo xứ thuộc giáo hạt Yên Bái. Trong chuyến đi, nhiều lần giám mục Long đến nhà thăm các giáo dân, đặc biệt là các người nghèo và người già neo đơn. Mùa giáng sinh năm 2017, giám mục Long thực hiện chuyến thăm mục vụ các giáo điểm tại vùng Mường La Và Sông Mã – Sơn La. Trên đường, đoàn ghé qua thành phố Sơn La, khắp nơi vang các bài hát giáng sinh quen thuộc và không khí lễ hội xóa nhòa khoảng cách tôn giáo. Tuy nhộn nhịp không khí giáng sinh, chính quyền tại nơi đây chưa công nhận đạo Công giáo là một tổ chức được hoạt động hợp pháp.
Cuối tháng 2 và đầu tháng 3 năm 2018, giám mục Nguyễn Hữu Long cùng với Hội đồng Giám mục Việt Nam tham dự chuyến đi Ad Limina, viếng thăm Tòa Thánh và các Thánh bộ liên quan. Nguyễn Hữu Long cùng toàn thể các giám mục đi Ad Limina đã có cuộc gặp gỡ Giáo hoàng vào ngày 5 tháng 3 cùng năm. Ngay sau chuyến đi Ad Limina, ngày 20 tháng 3, giám mục Nguyễn Hữu Long thực hiện chuyến thăm mục vụ và làm việc với chính quyền tỉnh Lai Châu. Nội dung buổi làm việc, giám mục Long đề cập việc thực hiện công việc thành lập các giáo xứ, sinh hoạt ổn định và hợp pháp của giáo dân trên địa bàn tỉnh như thống nhất giữa chính quyền tỉnh với Tòa Giám mục Hưng Hóa cuối năm 2014 là tạo lộ trình hướng đến việc thành lập các giáo xứ. Để thực hiện cam kết, chính quyền tỉnh công nhận giáo điểm Xéo Sin Chải để thử nghiệm vào năm 2015, nhưng sau đó, đến tận thời điểm diễn ra cuộc gặp, các giáo điểm khác chưa được công nhận. Ông Phó Chủ tịch Tống Thanh Hải ghi nhận đề nghị trên và đánh giá cao sự đóng góp người Công giáo trên địa bàn tỉnh.
Giữa tháng 7 năm 2018, cơn bão số 3 gây lũ quét gây thiệt hại nghiêm trọng đến với các giáo dân trong giáo phận. Sau một tuần mưa lũ khiến đất sạt lở nghiêm trọng, giám mục Nguyễn Hữu Long quyết định đến thăm hỏi vào sáng ngày 27 tháng 7 năm 2018. Để đến được nơi chịu ảnh hưởng nghiêm trọng nhất là các giáo dân người dân tộc H'Mông thuộc giáo họ Sùng Đô, giáo xứ Vĩnh Quang, ông đã vượt 20 km đường đồi núi bằng xe máy, sau đó đi bộ trong nhiều giờ.
Tuần cuối cùng tháng 11 năm 2018, giám mục Long cùng đoàn các linh mục đoàn tổ chức chuyến đi mục vụ tại tỉnh Điện Biên. Tuần vọng Giáng sinh đến lễ Giáng sinh, Giám mục Long tổ chức chuyến đi thuần túy các công việc mục vụ Mùa Giáng sinh, tại các giáo họ và giáo xứ khác nhau trên địa bàn huyện Phù Yên (tỉnh Sơn La), Văn Chấn, Trạm Tấu (tỉnh Yên Bái).

## Giám mục Giáo phận Vinh (2019–nay)

### Bổ nhiệm và nhậm chức

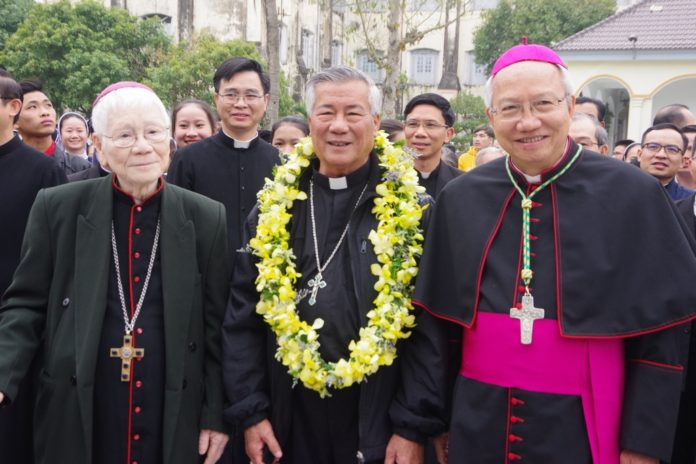
Ba vị giám mục chính tòa Giáo phận Vinh trong buổi đón tiếp Giám mục Nguyễn Hữu Long ngày 20 tháng 1 năm 2019.

Ngày 22 tháng 12 năm 2018, Giáo hoàng Phanxicô, với sự đồng ý từ phía Việt Nam, tuyên bố thiết lập tân Giáo phận Hà Tĩnh, gồm hai tỉnh Quảng Bình và Hà Tĩnh tách ra từ Giáo phận Vinh, đồng thời thuyên chuyển giám mục Phaolô Nguyễn Thái Hợp, đang là Giám mục Giáo phận Vinh làm Giám mục Tiên khởi Hà Tĩnh. Về phía Giáo phận Vinh sau khi chia tách, Tòa Thánh quyết định giám mục Nguyễn Hữu Long được bổ nhiệm làm Giám mục chính tòa Giáo phận Vinh. Giám mục Nguyễn Hữu Long trở thành là người quản lý giáo dân Công giáo trên địa bàn tỉnh Nghệ An, với số lượng 282.254 giáo dân trên tổng số 3.104.270 người, tỷ lệ 9%. Giáo phận gồm 13 giáo hạt, 108 giáo xứ, 377 giáo họ. Linh mục đoàn giáo phận sau khi chia tách còn lại 179 linh mục đã bao gồm 11 linh mục dòng, 1.414 tu sĩ nam nữ, 142 chủng sinh, 40 tiền chủng sinh. Ngay ngày 23 tháng 12, Tòa Giám mục Vinh đã ra thông báo về bổ nhiệm này.
Trả lời phỏng vấn của đài Vatican News trong bối cảnh Tòa Thánh đã công bố tin bổ nhiệm, giám mục Nguyễn Hữu Long chia sẻ về cảm xúc của mình trước tin bổ nhiệm là vui, buồn, lo và bình an. Ông cho rằng ông vui vì với việc bổ nhiệm ông làm lãnh đạo giáo phận Vinh có số giáo dân rất lớn, có số giáo dân nhiệt thành và lịch sử Công giáo dày dặn. Giám mục Long cho rằng việc bổ nhiệm thể hiện sự tín nhiệm của Giáo hoàng và Tòa Thánh đối với ông. Ông cho biết mình buồn vì phải chia tay giáo phận Hưng Hóa mà ông đã công tác trong suốt hơn 5 năm vừa qua và những tưởng sẽ gắn bó cho đến khi qua đời. Nói về sự lo âu vì với gánh nặng chức giám mục Vinh nhưng ông cho biết ông bình an khi vâng phục Thiên Chúa.
Ngày 2 tháng 1 năm 2019, một phái đoàn các linh mục Giáo phận Vinh đã đến Giáo phận Hưng Hóa chào thăm Tân giám mục chính tòa của giáo phận. Chia sẻ trong cuộc gặp, giám mục Long chia sẻ tâm trạng của mình: "Trong tâm trạng của tôi cũng vui buồn lẫn lộn, phải rời xa nơi mà đã từng gắn bó được 5 năm để đến với một vùng đất mới. Nhưng sẽ luôn tìm và vâng theo thánh ý Chúa trong mọi sứ vụ, đặc biệt nơi sứ vụ mới tại miền đất Nghệ để làm vinh danh Thiên Chúa và cũng nhớ đến cái tên Hưng Hóa trong những giờ cầu nguyện hằng ngày". Nhắc đến các giáo dân tại miền núi Tây Bắc giám mục Long đã từng đồng hành, ông cho biết giáo dân H'Mông rất mến ông và ông rất thương họ. Giám mục Long cũng cho biết, phải chia tay giáo dân dân tộc tại giáo phận cũ, ông rất buồn.
Nhận xét về giáo dân giáo phận Vinh, giám mục Nguyễn Hữu Long đánh giá giáo dân nơi đây đoàn kết, giữ đạo tốt, sinh hoạt mục vụ đông đảo và ơn gọi tu trì phong phú. Tuy nhiên, ông cũng nhận định rằng ông đã từng nghe đến việc người Vinh cứng đầu, bảo thủ, cực đoan,... Nói đến đường hướng mục vụ tại giáo phận, giám mục Long cho biết ông sẽ đi theo đường hướng của các vị tiền nhiệm, tuy vậy có cập nhật hóa cho hợp với thời điểm mới. Giám mục Long cho rằng phương pháp Xem-Xét-Làm của Công giáo Tiến hành phù hợp cho mọi việc và mọi nơi. Ông cũng cho biết sẽ điều hành giáo phận theo hướng tập đoàn tính và đồng trách nhiệm.
Trong khuôn khổ bài phỏng vấn của Vatican News trong dịp tin tức bổ nhiệm vừa được công bố, trả lời về việc số giáo dân Việt Nam chỉ tăng nhờ tăng dân số tự nhiên trên cương vị Chủ tịch Uỷ ban Loan báo Tin Mừng, thuộc Hội đồng Giám mục Việt Nam, giám mục Nguyễn Hữu Long nhận định việc truyền giáo tại Việt Nam không đơm hoa kết trái và cho biết thêm rằng tỷ lệ người Công giáo tại Việt Nam không tiến triển trong hơn bốn thập niên. Tuy vậy, ông cho rằng nếu nhìn nhận vấn đề này trên ý nghĩa làm cho Phúc Âm đi vào đời sống cá nhân và xã hội thì việc truyền giáo đã thành công. Nói về sứ mạng truyền giáo tại Việt Nam, giám mục Long cho rằng người Công giáo Việt Nam không quan tâm thi hành sứ mạng truyền giáo, chỉ dừng ở mức giữ đạo cho bản thân. Nói đến sự ảnh hưởng của sự đa dạng văn hóa từ những nơi giám mục Long từng sinh sống làm làm việc, ông cho rằng: Hà Nội cho ông sự tinh tế, Quảng Nam – Đà Nẵng cho ông tinh thần chịu đựng gian khổ, Huế cho ông tính cách nhẹ nhàng và Hưng Hóa cho ông kinh nghiệm về đời sống Mục Tử.
Sáng ngày 18 tháng 1 năm 2019, các thành phần giáo phận Hưng Hóa chúc tết các giám mục giáo phận, đồng thời chia tay giám mục Anphong Nguyễn Hữu Long. Rời khỏi giáo phận Hưng Hóa sáng ngày 20 tháng 1, đoàn linh mục và nữ tu sĩ dòng mến Thánh giá Hưng Hóa đã đến Tòa Giám mục Xã Đoài là Tòa Giám mục của Giáo phận Vinh vào 15 giờ trưa cùng ngày. Tại đây, ngoài hai vị tiền nhiệm là Giám mục Phaolô Maria Cao Đình Thuyên và Phaolô Nguyễn Thái Hợp, các đại diện tầng lớp linh mục, tu sĩ và giáo dân đã chờ đón sẵn vị Tân giám mục chính tòa.

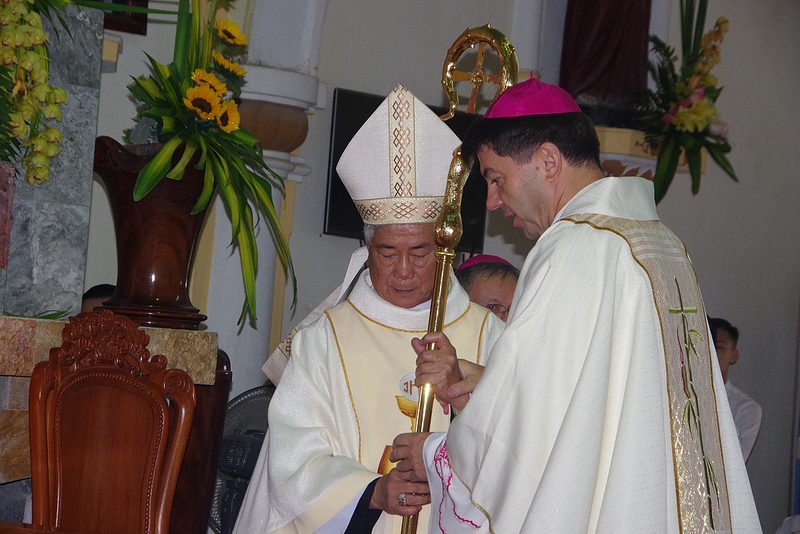
Đại diện Tòa Thánh mời Tân giám mục Long lên ngai tòa Giáo phận, đồng thời trao Gậy mục tử.

Sáng ngày 22 tháng 1 năm 2019, Giáo phận Vinh tổ chức lễ kết thúc nhiệm vụ Giám mục Vinh của Giám mục Nguyễn Thái Hợp. Tại buổi lễ này, với một ý nghĩa biểu tượng, giám mục Hợp đã trao Gậy mục tử, biểu tượng quyền cai quản giáo phận Vinh cho người kế nhiệm là giám mục Nguyễn Hữu Long.
Ngày 11 tháng 2 năm 2019, phái đoàn dầu đầu bởi ông Thái Thanh Quý – Phó Bí thư Tỉnh ủy, Chủ tịch Ủy ban nhân dân tỉnh Nghệ An, làm Trưởng đoàn đến chúc mừng Tân giám mục Giáo phận Vinh Nguyễn Hữu Long. Phía chính quyền cam kết thực hiện tốt các chủ trương chính sách và tạo điều kiện tốt cho các sinh hoạt tôn giáo trong Giáo phận Vinh. Tại buổi tiếp đón, giám mục Long bày tỏ lòng cảm ơn chính quyền địa phương đồng thuận việc bổ nhiệm từ Tòa Thánh, chọn giám mục Long về Giáo phận Vinh, đồng thời mong muốn xây dựng quan hệ tốt đẹp với chính quyền.
Giám mục Anphong Nguyễn Hữu Long chính thức nhận chức vụ giám mục Giáo phận Vinh vào ngày 12 tháng 2 năm 2019. Tham dự lễ nhậm chức có Tổng Giám mục Marek Zalewski, Đại diện Tòa Thánh không thường trú tại Việt Nam, Hồng y Phêrô Nguyễn Văn Nhơn và 31 giám mục Việt Nam cùng gần 400 linh mục và nhiều tu sĩ nam nữ, giáo dân từ các Giáo phận khác nhau. Đánh giá về giám mục Long, Chủ tịch Hội đồng giám mục Giuse Nguyễn Chí Linh bày tỏ sự tin tưởng thông qua việc đề cập các khoảng thời gian: 29 năm linh mục, 2 năm Giám đốc Chủng viện và 5 năm giám mục. Trong buổi lễ này, giám mục Long cũng dành lời cảm ơn đến chính quyền các cấp, từ trung ương đến địa phương. Tân giám mục Vinh cũng nêu quan điểm rằng với sứ vụ lãnh đạo tôn giáo, ông mong muốn có sự tiếp xúc, trao đổi và giải quyết cách tốt đẹp các khó khăn xảy ra, tránh gây đổ vỡ mối quan hệ, tạo sự đoàn kết, tôn trọng để người Công giáo góp phần xây dựng Tổ quốc.
Sau khi nhậm chức, ngày 24 tháng 2 năm 2019, Giám mục Nguyễn Hữu Long đã đến trụ sở nhà nguyện Giáo phận Vinh tại Thành phố Hồ Chí Minh và thăm đồng bào giáo dân trong cộng đồng di dân Giáo phận Vinh tại đây.

### Mục vụ giai đoạn 2019–2020
Các giám mục Việt Nam từ 27 giáo phận họp Đại hội XIV Hội đồng Giám mục Việt Nam tại trung tâm Mục vụ Giáo phận Hải Phòng vào cuối tháng 9 và đầu tháng 10 năm 2019. Trong khuôn khổ đại hội, các giám mục đã sắp xếp và bầu chọn nhân sự trong hội đồng. Kết quả, các giám mục tiếp tục chọn Giám mục Nguyễn Hữu Long đảm trách vai trò Chủ tịch Uỷ ban Loan báo Tin Mừng, trực thuộc Hội đồng Giám mục trong nhiệm kỳ 2019 – 2022. Giám mục Nguyễn Hữu Long tham dự hội thảo 400 năm hình thành và phát triển chữ Quốc ngữ trong lịch sử loan báo Tin Mừng tại Việt Nam tại Trung tâm Mục vụ Tổng giáo phận Thành phố Hồ Chí Minh. Hội thảo kéo dài trong hai ngày 25 và 26 tháng 10 năm 2019.
Giám mục Nguyễn Hữu Long nhận lời mời phỏng vấn của Vatican News trong khuôn khổ tháng truyền giáo ngoại thường (tháng 10 năm 2019), kỷ niệm 100 năm Tông Thư Maximum Illud. Trả lời về vấn đề Giáo hội Công giáo tại Việt Nam đã chuẩn bị thế nào để hưởng ứng lời kêu gọi của Giáo hoàng Phanxicô về Tháng truyền giáo ngoại thường, giám mục Long cho biết Uỷ ban đã tổ chức hai khóa bồi dưỡng thần học về Truyền giáo (tháng 7 năm 2019), họp các linh mục trưởng ban truyền giáo, các tu sĩ thuộc các dòng tu tại Vinh (cuối tháng 8), dịch thuật và phát hành cuốn sách Được Rửa Tội và được sai đi trên trang web Hội đồng Giám mục Việt Nam, dịch thuật Sứ điệp truyền giáo 2019 và tài liệu học hỏi đi kèm và đề nghị thiết lập các Hội giáo hoàng truyền giáo tại Việt Nam. Nói về các thách đố khi quản lý giáo phận Vinh, ông nhận định giáo phận Vinh là giáo phận rộng về địa lý, số giáo dân lớn với đời sống đạo mạnh mẽ. Ông cho biết đang thực hiện các chuyến viếng thăm mục vụ đế xây dựng chương trình mục vụ. Nhắc đến những trăn trở cá nhân, giám mục Nguyễn Hữu Long cho rằng đời sống nghèo khổ khiến nhiều người trẻ bỏ học, đi làm ăn nơi xa và đạo Công giáo bị hiểm lầm và nghi ngại làm ảnh hưởng đến việc truyền giáo. Giám mục Long cho biết ông muốn xây dựng giáo phận Vinh trên bốn tiêu chí: Trở thành Cộng đoàn Đức Tin vững mạnh, một cộng đoàn mục vụ sốt sắng, một cộng đoàn Bác ái - Yêu thương và một cộng đoàn Phúc âm hóa mạnh mẽ.
Giám mục Nguyễn Hữu Long cũng trả lời phỏng vấn của Báo Công giáo và Dân Tộc trong tháng Truyền giáo đặc biệt. Khi được hỏi về thực trạng tu sĩ và giáo sĩ Việt Nam khi được gửi đi truyền giáo gặp nhiều khó khăn và thu được kết quả ở mức khiêm tốn so với ước muốn, giám mục Long nhận định vấn đề ngôn ngữ là thách thức đầu tiên nhưng không thể không khắc phục. Thách thức thứ hai, giám mục Long cho rằng là tinh thần dấn thân, hòa nhập với cuộc sống bản địa trong việc truyền giáo. Nói về những dự định tiếp theo việc cử hành Tháng truyền giáo Ngoại thường, giám mục Long cho rằng Uỷ ban xác định vai trò của ủy ban là khuyến khích việc truyền giáo tại Việt Nam bằng các hoạt động cụ thể. Ông cũng bày tỏ mong ước tháng Truyền giáo đặc biệt là đòn bẩy để giáo hội Công giáo tại Việt Nam quan tâm đến việc truyền giáo.
Nói đến thảm cảnh 39 người chết trong Vụ 39 người Việt chết ở Essex, Anh (còn gọi là: Sự kiện Grays 2019), Giám mục Nguyễn Hữu Long cho rằng đa số các nạn nhân thuộc giáo phận Vinh và Hà Tĩnh. Viết trong thư mục vụ gửi đến giáo dân ngày 29 tháng 10 năm 2019, Giám mục Long cho biết ông cảm thấy ấm lòng khi nhiều nơi trong giáo phận Vinh cầu nguyện cho các nạn nhân và nâng đỡ gia đình thân nhân, dù phần lớn trường hợp cần xác minh thêm. Trong thư, Giám mục Long nhắc nhở giáo dân rằng cuộc sống là quà tặng từ Thiên Chúa và con người cần trân quý và bảo vệ cuộc sống không chỉ của cá nhân mình mà còn của người khác. Vị giám mục giáo phận Vinh cũng gửi lời cảm thông và những lời cầu nguyện đến những gia đình đang sống trong những thời khắc khó khăn.
Tiếp nối thông cáo của Hội đồng Giám mục Việt Nam về phòng chống dịch bệnh COVID-19 ngày 2 tháng 2 năm 2020, giám mục Nguyễn Hữu Long đề nghị các giáo hữu trong giáo phận thực hiện tuần bảy ngày (9 đến 15 tháng 2 năm 2020) để cầu nguyện cho thế giới thoát cơn dịch bệnh nguy hiểm này, bằng những việc thực hành tôn giáo như lần hạt, cầu nguyện, viếng Thánh Thể, sám hối, hãm mình và thực thi bác ái. Về vấn đề cử hành các thánh lễ Công giáo trong tuần trên, giám mục Long đề nghị các linh mục cầu cho thế giới thoát khỏi dịch bệnh. Về phía các sinh hoạt tôn giáo tại giáo phận Vinh, ông yêu cầu tạm hoãn các cuộc lễ lớn, các chương trình sinh hoạt đông người và các phiên chầu lượt chỉ tổ chức trong nội bộ giáo xứ. Cuối thư, giám mục Nguyễn Hữu Long kêu gọi giáo dân đừng quá lo sợ và hoang mang, nhưng cần tin tưởng vào lòng thương xót của Thiên Chúa. Ngày 24 tháng 3 cùng năm, Giám mục Nguyễn Hữu Long ấn ký thư mục vụ thứ hai nói về sinh hoạt tôn giáo trong tình hình bệnh dịch. Trong thư, ông cho rằng căn cứ tình hình dịch bệnh, chưa chấp thuận cho tạm dừng các thánh lễ tại giáo phận Vinh, đồng thời hướng dẫn một số biện pháp phòng tránh lây nhiễm trong các buổi lễ qua các nghi thức, cho phép các linh mục cử hành nhiều lễ để giảm số lượng giáo dân tham gia lễ,...Về tĩnh tâm, giám mục Giáo phận Vinh đề nghị các linh mục tĩnh tâm theo từng cụm giáo dân, hoặc phân chia theo các nhóm tuổi. Nói về cử hành bí tích Hòa Giải cách tập thể, Giám mục Long không chấp thuận phương thức tập thể, đề nghị giáo dân và linh mục giảm thiểu việc cử hành bí tích. Cuối thư, ông đề cập đến các nghi thức sinh hoạt thánh lễ trong Tuần Thánh, phổ biến đến các linh mục và bày tỏ ước nguyện đại dịch sớm chấm dứt.
Ba ngày sau Thư mục vụ ngày 24 tháng 3, Giám mục Nguyễn Hữu Long chấp nhận cho dừng các thánh lễ Công giáo trên địa bàn giáo phận, sau khi nhận được nhiều góp ý. Quyết định này có hiệu lực từ ngày 28 tháng 3 năm 2020. Ngoài ra, giáo phận cũng đình chỉ tất cả các sinh hoạt mục vụ cộng đồng khác nhưng vẫn chấp thuận mở cửa nhà thờ để giáo dân đến cầu nguyện riêng. Ông đề nghị các gia đình giáo dân tăng cường các sinh hoạt đạo đức Công giáo như lần hạt Mân Côi, ngắm Thương Khó,.. cũng như tham gia các thánh lễ được truyền hình.Giám mục Nguyễn Hữu Long lưu ý các linh mục vẫn cử hành các bí tích và thăm viếng để những giáo dân có nhu cầu, tuy vậy cần có ý thức phòng tránh lây lan dịch bệnh. Cuối thư, Giám mục Nguyễn Hữu Long kêu gọi giáo dân sống liên đới và tỏ ra có trách nhiệm với cộng đồng thông qua thực hiện các hướng dẫn phòng dịch từ các cơ quan y tế cũng như công quyền. Tiếp theo thông cáo ngày 28 tháng 3, ngày 2 tháng 4 năm 2020, Giám mục Nguyễn Hữu Long đã ấn ký thông báo mục vụ về cách nghi thức cử hành Tuần Thánh trong địa bàn Giáo phận Vinh. Các sinh hoạt Công giáo trên địa bàn giáo phận Vinh đã trở lại bình thường kể từ ngày 9 tháng 5 năm 2020 sau thời gian Việt Nam chống dịch. Chánh văn phòng Tòa giám mục Nguyễn Hồng Ân thay mặt Giám mục Long ra thông cáo về thông tin này.
Ngày 17 tháng 6 năm 2020, Giám mục Nguyễn Hữu Long, với thư thông cáo của Tòa giám mục Giáo phận Vinh đã thông báo thuyên chuyển sinh hoạt mục vụ của 30 linh mục trong giáo phận. Trong thông cáo này, có việc thay đổi Chánh văn phòng Tòa giám mục và việc linh mục Antôn Đặng Hữu Nam tạm nghỉ mục vụ. Báo UCA News ngày 23 tháng 6 cho công bố bài báo Vietnamese priest suspended for speaking about politics (tạm dịch: Linh mục Việt Nam bị đình chỉ mục vụ vì lên tiếng về chính trị). Tờ báo này cho rằng người Công giáo lo ngại Giám mục giáo phận Vinh đã bị chính quyền gây áp lực đình chỉ linh mục Nam, một người mà họ đánh giá là một nhà hoạt động về công bằng xã hội và bảo vệ môi trường. Bài báo dẫn thông tin từ một đoạn clip trong đó linh mục Nam cho biết ông bất ngờ trước quyết định của Giám mục Long và cho biết mình được Giám mục Long nêu lý do tạm ngưng thi hành mục vụ là vì lý do sức khỏe và nói về chính trị. Giám mục Nguyễn Hữu Long không công khai giải thích về quyết định của mình với linh mục Đặng Hữu Nam. Trong khi linh mục Nam bác bỏ yếu tố sức khỏe của mình, nhiều giáo dân bày tỏ họ sốc trước quyết định đình chỉ mục vụ linh mục Nam.
Cuối tháng 9 năm 2020, Giám mục Nguyễn Hữu Long thực hiện nhiều quyết định bổ nhiệm tại giáo phận Vinh. Cụ thể, ông chọn linh mục Nguyễn Nam Việt, Chánh văn phòng Tòa giám mục, làm Chưởng ấn Tòa giám mục; linh mục Nguyễn Văn Vinh, Giám đốc Đại chủng viện, làm Tổng đại diện thứ hai của Giáo phận Vinh.Giám mục Nguyễn Hữu Long cũng bổ nhiệm linh mục cho Hội đồng Kinh tế và hai Ban: Ban Tư vấn và Ban Xây dựng của Giáo phận Vinh nhiệm kỳ 2020-2025. Trong thư Mục vụ về Tháng Mân Côi đề ngày 29 tháng 9 năm 2020, Giám mục Nguyễn Hữu Long kêu gọi giáo dân cầu nguyện cho Giám mục phụ tá Nguyễn Văn Viên, với vai trò kiêm nhiệm Giám quản Tông Tòa Giáo phận Hưng Hóa.
Trong kỳ họp thường niên năm 2020 của Hội đồng Giám mục vào giữa tháng 10 năm 2020, các giám mục đã đề cử Giám mục Nguyễn Hữu Long làm phụ trách Hội Thừa sai Việt Nam trong vòng 5 năm. Ông được chính thức bổ nhiệm chức danh này, kế nhiệm Giám mục Phêrô Trần Đình Tứ, người đã nhận nhiệm vụ này vào năm 1999.
Ngày 24 tháng 10 năm 2020, Giám mục Nguyễn Hữu Long viết thư mục vụ kêu gọi giáo dân dành ngày lễ Các Thánh để đóng góp hỗ trợ cho các nạn nhân lũ lụt tại miền Trung Việt Nam, đặc biệt là các nạn nhân thuộc khu vực giáo phận Hà Tĩnh.

### Mục vụ giai đoạn 2021–2022
Với việc đến thăm các quan chức tỉnh Nghệ An hai lần chỉ trong vài tháng, đánh dấu bằng việc phái đoàn Tòa giám mục do Giám mục Nguyễn Hữu Long đã thăm và tặng quà Tết vào ngày 21 tháng 1 năm 2021 cho Chủ tịch và Bí thư tỉnh. Tác giả N.H.K trên báo Người Việt cho rằng hành động này là phá lệ vì lý do tác giả này cho rằng các giáo sĩ Công giáo chỉ đón tiếp các quan chức và rất hiếm khi có việc ngược lại. Ngày 6 tháng 2 năm 2021, Giám mục Nguyễn Hữu Long công bố thư Chúc Tết Tân Sửu 2021, đồng thời loan báo việc khởi công xây dựng Trung tâm Mục vụ (Nhà Chung) trong năm mới này. Thư mục vụ kêu gọi đóng góp cho công trình này được chính thức công bố giữa tháng 5 năm 2021. Cũng theo thư này, ngày 3 tháng 6 năm 2021 được dự kiến là ngày khởi công xây dựng Trung tâm Mục vụ. Giáo dân được kêu gọi đóng góp thêm một ngày công, một hộ gia đình khoảng 400.000 đồng (hai ngày công) để hỗ trợ cho giáo phận như đã hỗ trợ trước đây một ngày công.  Tòa giám mục cũng thông báo Giám mục Nguyễn Hữu Long thiết lập giáo hạt Giáo hạt Dừa Lãng và giáo xứ Tân Thanh trong hai ngày 5 và 7 tháng 5 năm 2021.
Về tình hình dịch bệnh Covid, thay lời Giám mục Nguyễn Hữu Long, linh mục Chưởng ấn Nguyễn Nam Việt đã ra Thông báo về việc thực hiện các biện pháp phòng chống dịch Covid-19 vào ngày 7 tháng 5. Tòa giám mục cũng ra các văn thư liên quan đến tình hình dịch bệnh: nhắc nhở và bổ sung các biện pháp phòng chống dịch (ngày 5 tháng 6) và đối phó với đại dịch Covid-19 trong tình hình mới (ngày 19 tháng 6). Giáo phận Vinh chính thức bình thường hóa trong cử hành phụng tự Công giáo cũng như các sinh hoạt tôn giáo kể từ ngày 21 tháng 7 năm 2021.
Giám mục Nguyễn Hữu Long cho thiết lập Phòng Truyền thống Giáo phận tại tầng hai Trung tâm Mục vụ nhằm mục đích tạo điều kiện cho mọi người tìm hiểu truyền thống của giáo hội Công giáo và giáo phận Vinh. Đại diện Văn phòng Tòa giám mục, ngày 25 tháng 10 đã công bố một thông báo về việc giáo phận tìm kiếm, sưu tập các hiện vật cho Phòng Truyền thống. Đầu năm 2022, mạng xã hội phản ứng trước thông tin Giám mục Nguyễn Hữu Long đình chỉ linh mục Đặng Hữu Nam cử hành lễ và các bí tích. Sự vụ này gây ra nhiều phản đối công khai, trong khi Giám mục Long không giải thích hoặc bác bỏ các cáo buộc liên quan đến vụ việc này. Trong thư của Giám mục Long đề ngày 9 tháng 3 năm 2023, Giám mục này công khai ngày huyền chức linh mục Đặng Hữu Nam là ngày 31 tháng 12 năm 2021. Giám mục Long bác bỏ đề nghị được đối đáp của linh mục Nam để tạo bất lợi cho linh mục này về tin huyền chức, theo báo Sài Gòn Nhỏ. Trong tháng 5 năm 2022, nhiều thông tin trên mạng xã hội lan truyền việc Tòa Thánh lên tiếng về sự vụ của linh mục Đặng Hữu Nam và cuộc gặp giữa Giám mục Long và Đại diện Tòa Thánh Marek Zalewski vào ngày 17 tháng 2 năm 2022. Văn phòng Hội đồng Giám mục Việt Nam, bằng bài đăng vào ngày 13 tháng 5 năm 2022, xác định Tổng giám mục Zalewski  và Giám mục Long tuyên bố thông tin này là không đúng sự thật.
Các giám mục Việt Nam từ 27 giáo phận họp Đại hội XV Hội đồng Giám mục Việt Nam tại trung tâm Mục vụ Tổng giáo phận Hà Nội vào đầu tháng 10 năm 2022. Trong khuôn khổ đại hội, các giám mục tiếp tục chọn Giám mục Nguyễn Hữu Long làm Đặc trách Hội Thừa sai Việt Nam trong nhiệm kỳ 2022 – 2025. Riêng nhiệm vụ Chủ tịch Uỷ ban Loan báo Tin Mừng, các giám mục đã bầu chọn giám mục Đa Minh Hoàng Minh Tiến kế nhiệm chức vụ Chủ tịch trong nhiệm kỳ mới.

### Mục vụ giai đoạn từ năm 2023 đến nay
Ngày 10 tháng 2 năm 2023, Giám mục Nguyễn Hữu Long ra một thông báo với mục đích dùng để minh định về sự việc liên quan đến anh GB. Hồ Hữu Hòa. Trong mục đầu tiên của thông cáo, Giám mục Long bác bỏ việc anh Hồ Hữu Hòa là chủng sinh của giáo phận Vinh, và do ông gửi đi theo học tại miền Nam Việt Nam, cũng như phủ nhận văn thư ủy thác việc truyền chức tại Giáo phận Maasin, Philippines là do ông ấn ký. Qua thông cáo, giám mục giáo phận Vinh cho rằng các văn thư trên là ngụy tạo; đồng thời, xác nhận linh mục Chưởng ấn Nguyễn Nam Việt có đi Philippines với tư cách cá nhân, không phải dưới sự ủy quyền của giám mục. Cũng theo nội dung của thông báo, anh Hồ Hữu Hòa thông báo với giám mục Long về việc mình được truyền chức linh mục vào ngày 20 tháng 1, nhưng chưa đáp ứng yêu cầu về giấy tờ để hoàn thiện đề nghị được cử hành các bí tích Công giáo [tại giáo phận Vinh] cho giám mục Long khi bị ông yêu cầu. Linh mục Nguyễn Nam Việt bị xác nhận là đã tham dự lễ truyền chức linh mục tại Philippines và đọc văn thư ủy quyền truyền chức bị cho là giả mạo.
Các báo chí tiếng Việt tại hải ngoại bổ sung nhiều thông tin và phản ứng khác nhau. Theo nguồn tin từ RFA, Hồ Hữu Hòa là một thầy bói có vai trò là môi giới cho việc hối lộ cho Phan Văn Anh Vũ (Vũ Nhôm) và đã chịu án tù hai năm tám tháng. Việc người này được truyền chức xảy ra chỉ sau một năm sau khi được trả tự do (7 tháng 12 năm 2022). Giáo dân nhận thấy linh mục Chưởng ấn Nguyễn Nam Việt đã xuất hiện trong lễ truyền chức cho anh này thông qua đoạn video trong lễ truyền chức cho linh mục Hòa. Cũng theo RFA, giáo dân và linh mục giáo phận Vinh vô cùng bất ngờ trước thông tin này và cho rằng việc truyền chức này là bất thường vì thiếu các thủ tục điều tra ứng viên nhưng thường lệ. Theo tờ báo Người Việt có trụ sở tại Hoa Kỳ, ông Hồ Hữu Hòa là cháu của ông Hồ Mẫu Ngoạt, cựu trợ lý phụ trách Văn phòng Tổng Bí thư Nguyễn Phú Trọng. Theo báo Sài Gòn Nhỏ, thông báo của Giám mục Nguyễn Hữu Long đã thuyết phục được nhiều linh mục, tu sĩ và giáo dân sự vô can của giáo phận Vinh và cá nhân giám mục Long đối với sự việc này. Tuy vậy, nhiều khuất tất đã nảy sinh vì dư luận chưa được thỏa mãn với nội dung của thông báo. Các tín hữu Việt Nam đã gửi thư đến giáo phận Maasin để hỏi về vụ việc. Cũng theo tờ báo này, việc linh mục Hồ Hữu Hòa được cử hành mục vụ nhiều nơi trên địa bàn giáo phận Vinh trong một vài tháng qua là mâu thuẫn với sự "ngạc nhiên" và "đang điều tra" theo văn bản của Giám mục Nguyễn Hữu Long.
Ngày 15 tháng 2 cùng năm, Tòa giám mục Giáo phận thông báo về việc không cho phép Gioan Baotixita Hồ Hữu Hòa cử hành các nghi lễ tại giáo phận, đồng thời tạm ngưng chức vụ Chưởng ấn và Chánh văn phòng với linh mục Nguyễn Nam Việt, đồng thời bổ nhiệm linh mục Nguyễn Văn Hiểu làm Quyền Chưởng ấn và Quyền chánh văn phòng. Ngày 17 tháng 2 cùng năm, Giáo phận Maasin chính thức ra thông cáo về vụ việc, và xác nhận có nhận lá thư ủy nhiệm [truyền chức linh mục] có chữ ký của Giám mục Nguyễn Hữu Long và dấu ấn của Giáo phận Vinh, đồng thời do linh mục Chưởng ấn Nguyễn Nam Việt chứng nhận trước khi truyền chức linh mục cho ông Hồ Hữu Hòa. Thông cáo cũng xác nhận có nhận thư "trình bày vấn đề và lý do" với văn phòng Tòa giám mục Maasin của vị tiền nhiệm Giám mục Long, giám mục Phaolô Nguyễn Thái Hợp. Báo Người Việt kết luận rằng thông cáo trên từ giáo phận Maasin đã phủ nhận chuyện Giám Mục Nguyễn Hữu Long viết trong "thư minh định" rằng ông không ký thư ủy nhiệm.
Các sinh hoạt mục vụ thánh lễ Công giáo trong địa bàn giáo phận Vinh được cho rằng bị giám mục Nguyễn Hữu Long cấm sử dụng hình thức livestream, không được quay phim, kể cả các lễ truyền chức, chầu lượt và lễ an táng. Tác giả Như Hồ của báo Sài Gòn Nhỏ đã dẫn lại nguồn tin từ Trang tin Công giáo 24h một ý kiến của giáo dân xác nhận rằng linh mục giáo xứ Thượng Lộc đã truyền đạt lệnh cấm này, cũng như xác định lệnh cấm này từ Giám mục [Nguyễn Hữu Long]. Phóng viên của Sài Gòn Nhỏ đã liên lạc Ban Truyền thông giáo phận Vinh, nhưng cho đến ngày 5 tháng 3 năm 2023, vẫn không có hồi âm về vụ việc này. Một thư ngỏ được đăng trên trang Vietlist.us kêu gọi cộng đồng ký tên để kêu gọi Giám mục Nguyễn Hữu Long trong việc đối xử với linh mục Đặng Hữu Nam và trường hợp mà họ gọi là "linh mục giả" Hồ Hữu Hòa. Theo thông tin từ tác giả Như Hồ viết trên báo Sài Gòn Nhỏ, bức thư này được lên kế hoạch chuyến đến Tòa Thánh và Uỷ ban Tự do Tôn giáo Quốc tế Hoa Kỳ (USCIRF), đồng thời gửi đến giáo dân thuộc 27 giáo phận Công giáo tại Việt Nam. Lá thư có mục đích kêu gọi Giám mục Nguyễn Hữu Long từ chức.
Trong một bài báo xuất bản ngày 8 tháng 6 năm 2023, báo Sài Gòn Nhỏ cho rằng Giám mục Nguyễn Hữu Long không tự mình tổ chức điều tra vụ việc, và vụ việc Hồ Hữu Hòa không có tiến triển gì sau ba tháng. Mạng xã hội loan truyền thông tin được cho là thư của Giám mục Nguyễn Hữu Long gửi cho linh mục bề trên Dòng Chúa Cứu Thế Rogerio Gomes và linh mục Giám tỉnh Dòng Chúa Cứu Thế Việt Nam Nguyễn Đức Thông, đề ngày 9 tháng 3 năm 2023. Nội dung thư này, ngoài việc cho biết ông không biết về các chứng thư liên quan đến vụ việc Hồ Hữu Hòa, ông cáo buộc hai linh mục Phêrô Nguyễn Văn Khải và Đinh Hữu Thoại tấn công cá nhân ông và dẫn giải sai lệch về vụ việc Hồ Hữu Hòa trên trang Facebook cá nhân của họ. Giám mục Nguyễn Hữu Long cho rằng nguyên do sự việc là do hai cha này theo đuổi đường lối chống Cộng cực đoan và bạo lực, trong khi tôi tham gia đối thoại cởi mở với chính quyền Cộng Sản. Ông đề nghị các linh mục quản lý "giải thích và nhắc nhở" với hai linh mục Khải và Thoại. Giám mục Nguyễn Hữu Long xin hai linh mục bề trên cầu nguyện cho ông, một "con chiên giữa sói rừng". Theo thông tin từ báo Sài Gòn Nhỏ, trước vụ việc này, Giám mục Long đã lên án linh mục Antôn Đặng Hữu Nam là anh là linh mục hoạt động chính trị chống cộng. Linh mục Đinh Hữu Thoại đã gửi thư phản hồi yêu cầu Giám mục Long chỉ rõ các biểu hiện của ông theo cáo buộc, nhưng không có phản hồi. Một linh mục tại giáo phận Vinh nêu quan điểm của ông với báo Sài Gòn Nhỏ rằng hầu hết các văn thư mà ông Nguyễn Hữu Long phát đi, đều do một nhóm người chung quanh ông, thực sự có quyền kiểm soát giáo phận và có cả những quan điểm Công giáo khác biệt như vậy, vẫn thường xuyên hành động.
Ngày 22 tháng 6 năm 2023, Giám mục Nguyễn Hữu Long và Ban Điều tra gặp gỡ giáo dân giáo xứ Trại Gáo để giải trình về Đơn Khẩn cấp do 35 người đồng ký tên. Giáo phận Vinh cũng cho đăng tải quan điểm của Giám mục Nguyễn Hữu Long về tình hình đất đai giáo xứ Trại Gáo.
Ngày 3 tháng 10 năm 2023, tại Đền Thánh Antôn Trại Gáo, giám mục Nguyễn Hữu Long tham dự buổi khám mắt và hỗ trợ tư vấn, cấp thuốc miễn phí các bệnh về mắt cũng như phẫu thuật thay thủy tinh thể thiện nguyện của Bệnh viện Mắt Nghệ An. Tổng số lượng người đến khám trong buổi khám này là hơn 300 người. Giám mục Long thay mặt giáo dân xứ Trại Gáo cảm ơn các y bác sĩ của bệnh viện. Chương trình khám này theo thông lệ của bệnh viện, quan tâm đến các giáo dân vùng xa và khó khăn, nhằm xây dựng khối đoàn kết Lương-Giáo. Trong buổi khám, Giám đốc Bệnh viện trực tiếp thăm khám cho Giám mục Long.

## Nhận định
Nói về cách sống của giám mục Nguyễn Hữu Long, thầy Giuse Trần Ngọc Anh – người thường tháp tùng giám mục Long trong các chuyến viếng thăm mục vụ chia sẻ:
| “ | "Tôi quen biết Đức cha tới nay đã trên 40 năm, khi ngài còn là một chủng sinh. Chừng đó thời gian, ngài vẫn vậy, từ tính cách tới phong thái, đi đâu cũng mang theo bánh trái làm quà cho lũ trẻ, tiếp xúc với mọi người đều vui vẻ niềm nở". | ” |

## Tông truyền
Giám mục Anphong Nguyễn Hữu Long được tấn phong năm 2013, thời Giáo hoàng Phanxicô, bởi:
- Chủ phong: Giám mục chính tòa Giáo phận Hưng Hóa Gioan Maria Vũ Tất.
- Hai vị Phụ phong: Giám mục Phêrô Nguyễn Văn Khảm, giám mục Phụ tá Tổng giáo phận Thành phố Hồ Chí Minh và giám mục Giuse Châu Ngọc Tri, giám mục chính tòa Giáo phận Đà Nẵng.